# Shadwan

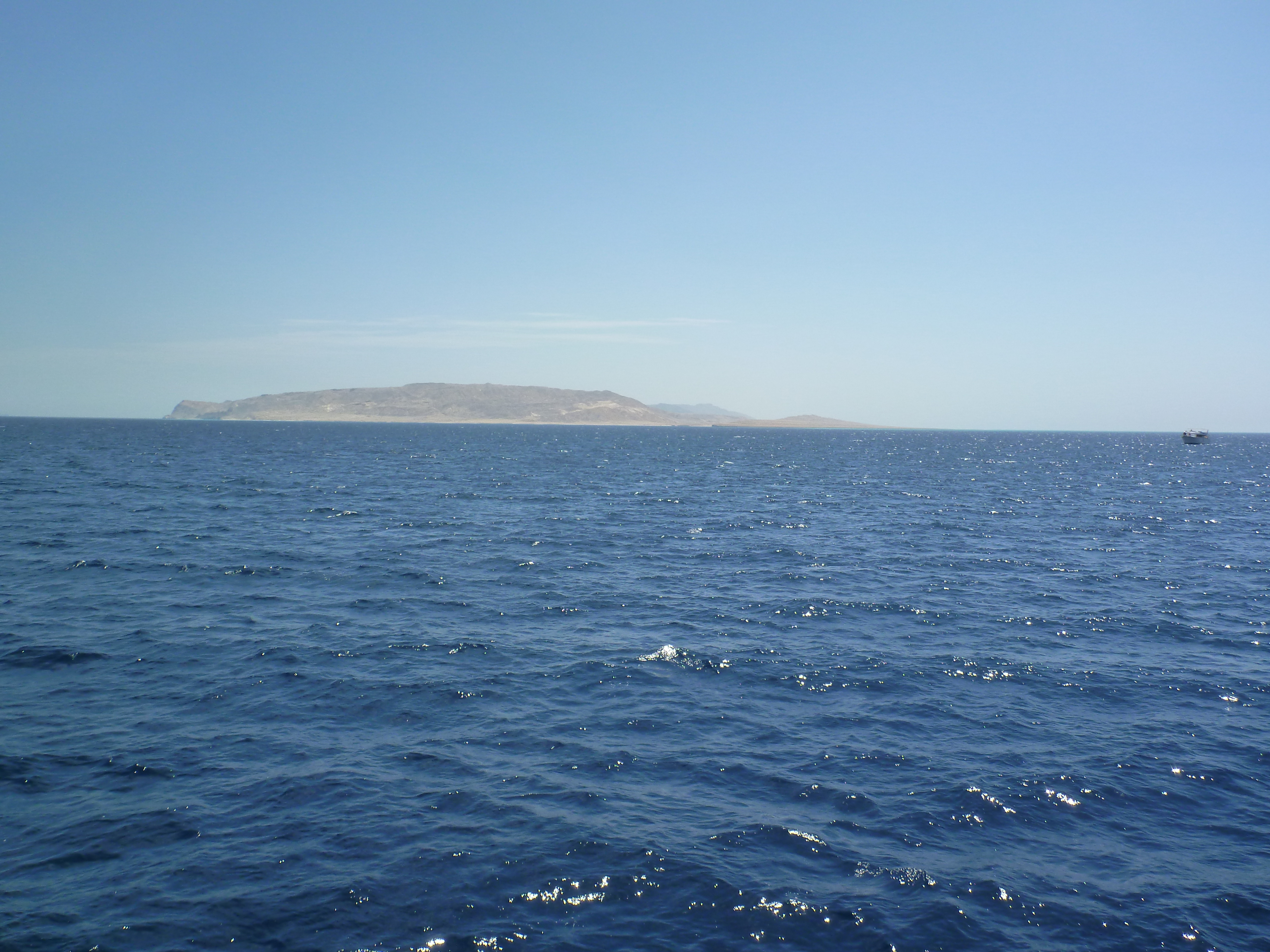

Shadwan (arabe égyptien :  شدوان جزير) est une île rocheuse stérile égyptienne située dans le détroit de Gubal entre la mer Rouge et l'embouchure du golfe de Suez. Elle se trouve à 30 miles au sud-ouest de la ville égyptienne de Charm el-Cheikh au large de la péninsule du Sinaï et à 20 miles au nord-est d'El Gouna.  
C'est la plus grande d'un groupe d'îles du détroit  : elle mesure 16 kilomètres de long et 3 à 5 kilomètres de large. Elle était autrefois appelée île Shaker et comporte un phare. L'île est célèbre comme site touristique pour la plongée sous-marine et la pêche.

## Histoire
Occupée par l'armée égyptienne, elle fut l'objet d'une attaque par l'armée israélienne lors de l'Opération Rhodes en 1970 au cours de la guerre d'usure dans le conflit israélo-arabe.